# 天外金球
《天外金球》是倪匡筆下科幻小說衛斯理系列之一，編號25，連載於1966年7月12日至12月2日的《明報》 。故事描述一群人環繞一顆金球發生的各種奇遇，故事前半部是以白素為主角，第一人稱主角衛斯理於故事後半部才出場。本故事亦曾經被改編成廣播劇 、電影 、漫畫。

## 故事大綱[2]

### 一群逃亡者的要求
白素準備離開巴黎時，在酒店外受到兩個神秘人物所託，藉著地圖到他們逃亡的地方中取回一件東西。白素原先拒絕，但兩人離開白素居住的酒店後，隨即遇害，而白素在對方臨死前答應要求。白素乘飛機到加爾各答時，旁邊的乘客周法常博士要求與白素交談。

### 研究神宮地圖
白素用計擺脫周法常博士和其同黨的追蹤。白素回到巴黎仔細研究地圖，發現神宮地圖錯綜複雜。白素再乘飛機到加爾各答與領袖章摩騰人會面。白素拒絕要求並離開。

### 會見大人物
白素在酒店被挾持到一間總領事館。張將軍再挾持白素前往神宮，在路上被囚禁在一座寺院的房間中。在晚上，烽火四起的同時，有人從房間地下進入。

### 改變主意神宮涉險
進入的人是反抗者的遊擊隊人員，白素與他們合作擊退士兵。白素改變主意決定到神宮，並在沿途中得到族人的幫忙。白素利用爬山工具攀上神宮的峭壁，成功進入神宮的地窖。

### 暗道迷蹤神秘莫測
白素在神宮被機警的錢萬人發現行蹤，幸危急時進入佛像的暗道躲避錢萬人軍隊的亂槍掃射。跌出暗道後，遇到神宮裏的游擊隊人員，並帶領白素走入暗道前往目的地。

### 功成身退金球百變
白素取得金球時，發現金球不在原位。白素得到指引離開，並在加爾各答把金球交給章摩。章摩不能從金球中得到任何啟示，白素被質疑得到假金球，憤怒地離去。

### 金球神異力量消失
白素乘搭飛機回家時，意外帶出另一故事《原子空間》。白素與衛斯理討論金球，並一起到加爾各答與薩仁會面。薩仁指出最高領袖也不能從金球中得到任何啟示。薩仁帶領二人與世界聞名的最高領袖會面，交流對天外金球的看法，並借出金球給衛斯理。薩仁離開時成為二人的替死鬼，而二人輾轉到美國研究金球。

### 金球內部怪異莫名
衛斯理在朋友王逢源的工作室中利用不同儀器研究金球時，發現金球會生長。二人交流對金球的看法。進一步研究不果後，衛斯理和白素回到印度，章摩卻突然出現。

### 神靈感應請求幫助
章摩向衛斯理感謝指他和最高領袖都得到感應。衛斯理靜坐時得到感應，外星人請求衛斯理幫忙。衛斯理拒絕請求，但白素則指相反意見，

### 不可能完成的事
衛斯理和白素一起前往神宮，沿途得到外星人的指引。衛斯理和白素與遊擊隊合作，用炸藥炸毀一部分的建築物，露出外星人的星球。外星人感謝二人的幫忙，又指他們生存用的氣體只足以維持半年生命，唯有星球重回天際才能生存。

### 最後的爭鬥
衛斯理和白素回到家中，嘗試與外星人感應時，錢萬人突然潛入家中想暗殺衛斯理。衛斯理制服錢萬人後，卻大意地被錢萬人反制服。白老大突然出現，令衛斯理脫險。白老大要求錢萬人遵守協定後才釋放他。而衛斯理和白素在往後的日子都未能與外星人聯絡。

## 故事主要角色
- 白素 - 故事前半部的主角。衛斯理的未婚妻。受託從神宮中盜出金球。
- 張將軍 - 某一片廣大地區數十萬人的統治者，挾持白素前往神宮。
- 錢萬人 - 武術高手，原本是白老大的助手，但後來卻去攀附權貴。一心想奪回金球。
- 衛斯理 - 故事主角。喜好冒險的年輕人。為了未婚妻白素加入事件中。
- 薩仁 - 引領白素和衛斯理見領袖，最後在特務暗殺行動中。成為二人的替死鬼。
- 章摩 - 宗教性大逃亡中第二號重要人物，少數能從金球中得到啟示的高僧之一。
- 白老大 - 白素的父親，章摩的好朋友。在法國研究縮短新釀的酒短時間變陳方法不果後，回到衛斯理的家中。趁機協助制服老部下錢萬人。

## 電視劇
- 台灣中華電視公司以國語於1984年4月9日星期一至4月13日星期五，每日晚上八時至九時三分播出「奇幻劇場」之《天外金球》，合計共5集。為華視「衛斯理傳奇」系列劇集之最後一個故事。
  - 楊光友 飾演 衛斯理
  - 劉芳英 飾演 白素

## 廣播劇
- 香港電台於1984年以粵語首播《天外金球》廣播劇，合共15集。
  - 監製：李安求
  - 編導：梁繼璋
  - 配音
    - 李學斌 飾演 衛斯理
    - 車森梅 飾演 白素
    - 曾永強 飾演 白老大
    - 簡偉安 飾演 薩仁
    - 陳炳球 飾演 錢萬人
    - 溫泉 　飾演 王逢源
    - 蔡雅各 飾演 松贊

  - 重溫 （页面存档备份，存于）

- 香港商業電台以粵語於1988年星期一至五，每日下午三時正播出《天外金球》廣播劇，合共12集。為商台衛斯理廣播劇系列第廿八個故事。
  - 監製：金貴
  - 改編：唐寧
  - 配音
    - 朱子聰 飾演 衛斯理
    - 錢佩卿 飾演 白素
    - 盧雄 　飾演 白老大
    - 葉佳 　飾演 老蔡
    - 金貴 　飾演 錢萬人
    - 陳永信 飾演 外星人
    - 甄錦華 飾演 薩仁
    - 李錦 　飾演 章達(章摩)
    - 陳森 　飾演 王逢源
    - 陳永信 飾演 松贊
    - 吳忠泰 飾演 格登巴
    - 陳森 　飾演 周法常
    - 陳森 　飾演 米蘇局長
    - 陳永信 飾演 張將軍
    - 吳忠泰 飾演 特務(周易)
    - 金貴 　飾演 最高領袖

## 電影
- 衛斯理傳奇（The Legend of Golden Pearl）於1987年的香港電影，劇情是改編自《天外金球》這篇小說。
  - 導演: 泰迪羅賓
  - 演員表
    - 許冠傑 飾演 衛斯理
    - 王祖賢 飾演 白素
    - 狄龍 　飾演 白奇偉

  - 重溫
    - 原裝預告
    - 主題曲 （页面存档备份，存于）

## 漫畫
- 新加坡漫畫家黃展鳴於1996年1月10日發表了衛斯理《天外金球》漫畫
  - 出版社：台灣時報文化
  - 封面: http://addons.books.com.tw/G/9/0010070589.gif （页面存档备份，存于）

## 花絮
在《天外金球》中提及到，衛斯理及白素在天外金球事件發生後半年（約1966年）舉行婚禮。
| 前任者： 024 老貓 | 衛斯理系列（按編號） 025                              | 繼任者： 026 屍變、湖水 |
| 前任者： 原子空間 | 衛斯理系列（按連載時序） 1966年7月12日至1966年12月2日 | 繼任者： 支離人         |

1. ↑  .   [2020-08-03]. （原始内容存档于2012-04-05）.
2. ↑  .   [2021-09-02]. （原始内容存档于2017-06-27）.